# Fritz Lange (Physiker)
Fritz Lange (* 16. Dezember 1899 in Berlin; † 25. Juli 1987 ebenda) war ein deutscher Physiker, der das Lange'sche Trennverfahren (Diffusion) zur Trennung von Biomolekülen oder zur Isotopentrennung entwickelte. Er war einer der deutschen Wissenschaftler, auch „Spezialisten“ genannt, die an einem frühen Entwicklungsstadium (Grundlagenforschung) der sowjetischen Atombombe beteiligt waren. Lange ist vor dem Nationalsozialismus geflohen, d. h. emigriert.

## Leben
Fritz Lange wurde in Berlin als Sohn eines Beamten geboren. Von 1918 bis 1924 studierte er an den Universitäten von Freiburg, Kiel und Berlin. 1924 schrieb er eine Dissertation zum Thema der Physik niedriger Temperaturen. Von 1924 bis 1933 arbeitete er unter der Leitung seines Doktorvaters Walther Nernst als Assistent am physikalischen Institut der Berliner Universität.
Wegen seiner antifaschistischen Tätigkeiten musste Lange 1933 emigrieren. Nach einem Aufenthalt in Großbritannien siedelte er 1935 in die UdSSR über, wo er am sowjetischen physikalisch-technischen Institut in Charkow arbeitete. Sein neuer sowjetischer Ausweis wurde von Stalin persönlich unterschrieben, was Lange möglicherweise vor Repressionen schützte.
1936 bat Lange um die sowjetische Staatsbürgerschaft, die er am 9. Februar 1937 erhielt. Im April 1940 wurde ihm ohne Verteidigung einer Dissertation der Grad eines Doktors der Physikalisch-mathematischen Wissenschaften zuerkannt. Von 1941 bis zum Ende des Krieges arbeitete er in verschiedenen Instituten, unter anderem in Ufa, wohin die von ihm geleitete Abteilung der Akademie der Wissenschaften der Ukraine angesichts des Vormarsches der Wehrmacht evakuiert worden war, später in Swerdlowsk. 1945 war er in Moskau unter Igor Wassiljewitsch Kurtschatow im Labor Nr. 2 tätig.
1959 kehrte Lange nach Berlin zurück, wo er sich der Biophysik widmete und von 1961 bis 1964 als Direktor des Instituts für Biophysik der Deutschen Akademie der Wissenschaften zu Berlin fungierte.
Schon vor Emigration wurde Lange zusammen mit Arno Brasch für seine Experimente zur Spaltung von Atomkernen mit Hilfe von Blitzentladungen bekannt. In Charkow baute sein Labor Hochspannungsentladungsröhren, die als Quelle zur Erzeugung von Neutronen und Röntgenstrahlen dienten. Der von ihm gebaute Generator erreichte eine Spannung von 5 MegaVolt und war damit der größte in der Welt existierende.
Zusammen mit einigen seiner Mitarbeiter unterbreitete Lange 1940 dem Volkskommissariat für Verteidigung einen Vorschlag zum Bau einer „Uranbombe“, der jedoch abgelehnt wurde. Lange beschäftigte sich mit dem Problem der Teilung von Uranisotopen und erarbeitete eine Methode der Trennung mit Hilfe eines Verfahrens, das auf Diffusion und Strömung beruhte und „ZD-Trennrohr“ (Zirkulationsdiffusions-Rohr) genannt wurde, aber somit keine heute weit verbreitete Gaszentrifuge war.

## Auszeichnungen
Fritz Lange wurde 1965 mit dem Vaterländischen Verdienstorden in Silber und 1980 in Gold ausgezeichnet.